# 1925년 전국체육대회 야구
1925년 전국체육대회 야구는 일제강점기 조선 경성부에서 개최된 1925년 전국체육대회의 경기 종목이다. '제6회 전조선야구대회'로 개최되었으며 1925년 10월 15일부터 10월 17일까지 배재고등보통학교 운동장에서 개최되었다.

## 대회 진행
제6회 전조선야구대회는 1925년 10월 15일부터 사흘간 일제강점기 조선 경성부에 있는 배재고등보통학교 운동장에서 개최되었다. 소학부에는 신명학교, 인천공립보통학교, 진남포공립보통학교 등 3개 선수단이 참가했고, 중학부에는 경신학교, 배재고등보통학교, 양정고등보통학교 등 3개 선수단이 출전했으며, 전문부에는 세브란스의학전문, 연희전문 등 2개 선수단이 참가했고, 청년부에는 고려구락부, 대구청년단, 서울구락부, 전개성, 전경신 등 5개 선수단이 참가했다. 소학부 종목 결승에서는 진남포공립보통학교가 인천공립보통학교를 14:12로 이기며 우승을 차지했고, 중학부에서는 배재고등보통학교가 결승에서 양정고등보통학교를 21:6으로 이기며 전 대회에 이어 2연속 우승을 차지했다. 전문부에서는 연희전문이 세브란스의학전문을 18:1로 이기며 우승했고, 청년부 종목에서는 결승에서 서울구락부가 대구청년단을 상대로 이겨 우승을 차지했다.

## 경기 결과

### 소학부
|  | 준결승             | 준결승             |                  |    | 결승 | 결승 |
|  |                    |                    |                  |    |      |      |
|  |                    |                    |                  |    |      |      |
|  |                    |                    |                  |    |      |      |
|  | 인천공립보통학교   | 22A                |                  |    |      |      |
|  | 인천공립보통학교   | 22A                |                  |    |      |      |
|  | 신명학교           | 0                  |                  |    |      |      |
|  | 신명학교           | 0                  | 인천공립보통학교 | 12 |      |      |
|  |                    |                    | 인천공립보통학교 | 12 |      |      |
|  |                    | 진남포공립보통학교 | 14               |    |      |      |
|  | 진남포공립보통학교 | 진남포공립보통학교 | 14               |    |      |      |
|  |                    |                    |                  |    |      |      |
|  | 부전승             |                    |                  |    |      |      |
|  |                    |                    |                  |    |      |      |

### 중학부
|  | 준결승           | 준결승           |                  |   | 결승 | 결승 |
|  |                  |                  |                  |   |      |      |
|  |                  |                  |                  |   |      |      |
|  |                  |                  |                  |   |      |      |
|  | 양정고등보통학교 | 7A               |                  |   |      |      |
|  | 양정고등보통학교 | 7A               |                  |   |      |      |
|  | 경신학교         | 2                |                  |   |      |      |
|  | 경신학교         | 2                | 양정고등보통학교 | 6 |      |      |
|  |                  |                  | 양정고등보통학교 | 6 |      |      |
|  |                  | 배재고등보통학교 | 21A              |   |      |      |
|  | 배재고등보통학교 | 배재고등보통학교 | 21A              |   |      |      |
|  |                  |                  |                  |   |      |      |
|  | 부전승           |                  |                  |   |      |      |
|  |                  |                  |                  |   |      |      |

### 전문부
| 결승 |                  |     |  |  |  |  |
|      |                  |     |  |  |  |  |
|      |                  |     |  |  |  |  |
|      | 연희전문         | 18A |  |  |  |  |
|      | 세브란스의학전문 | 1   |  |  |  |  |

### 청년부
|  | 준결승     | 준결승     |            |      | 결승 | 결승 |
|  |            |            |            |      |      |      |
|  |            |            |            |      |      |      |
|  |            |            |            |      |      |      |
|  | 대구청년단 | 10A        |            |      |      |      |
|  | 대구청년단 | 10A        |            |      |      |      |
|  | 고려구락부 | 4          |            |      |      |      |
|  | 고려구락부 | 4          | 대구청년단 | 불명 |      |      |
|  |            |            | 대구청년단 | 불명 |      |      |
|  |            | 서울구락부 | 불명       |      |      |      |
|  | 서울구락부 | 서울구락부 | 불명       | 불명 |      |      |
|  | 서울구락부 |            |            | 불명 |      |      |
|  | 불명       | 불명       |            |      |      |      |
|  | 불명       | 불명       |            |      |      |      |

## 참고 문헌
- 대한체육회 (1990). 《대한체육회 70년사》.
- 대한체육회 (2011). 《대한체육회 90년사》.
- “제6회 전국체육대회 야구 경기 결과”. 대한체육회.[깨진 링크(과거 내용 찾기)]